# Podlesí nad Odrou
Podlesí (deutsch Schönwald) ist ein Ortsteil von Budišov nad Budišovkou (Bautsch) im Okres Opava in Tschechien. Er erstreckt sich in ca. 500 bis 700 m Höhe im Quellgrund des Baches Podleský potok.

## Geschichte
Schönwald wurde im 13. Jahrhundert auf Initiative des Olmützer Bischofs Bruno von Schauenburg gegründet. Ortsnamen in der Umgebung wie Hof und Nürnberg lassen vermuten, dass die Siedler vorwiegend aus Franken kamen, wo sie vermutlich durch Lokatoren angeworben wurden.
1920 hatte Schönwald 794 weitaus überwiegend deutschsprachige Einwohner. Diese wurden 1946 vertrieben. Als Besonderheit im landwirtschaftlich geprägten Gebiet ist der Schiefersteinbruch zu vermerken. Der Schiefer wurde für die in der Gegend übliche Schieferdeckung der Häuser benötigt. 
Nach dem Münchner Abkommen wurde Schönwald dem Deutschen Reich zugeschlagen und gehörte bis 1945 zum Landkreis Bärn.
1991 hatte der Ort 97 Einwohner. Im Jahre 2001 bestand das Dorf aus 80 Wohnhäusern, in denen 76 Menschen lebten.

## Söhne und Töchter der Gemeinde
In Schönwald wurde 1889 der Philosoph Franz Kröner geboren.